# ナショナル日曜観劇会
『ナショナル日曜観劇会』（ナショナルにちようかんげきかい）は、1957年（昭和32年）7月7日から1965年（昭和40年）3月28日まで放送されていた劇場中継のテレビ番組である。ネット局については後述する。松下電器産業（現・パナソニックホールディングス）の一社提供。
放送時間は基本的に毎週日曜 13時15分 - 15時00分だったが、当時は番組編成が不安定であったことや劇場中継という放送形態の都合上、放送時間はほぼ毎回変動していた。

## 概要
1957年7月7日、日本テレビ、北海道放送、中部日本放送（現・CBCテレビ）、大阪テレビ（現・朝日放送テレビ）の4局ネットにて、『ナショナルサンデープレゼント 日曜テレビ観劇会』のタイトルで放送開始。当時日曜午後のテレビ番組は、劇場中継や映画といった番組が主流であった。8か月後の1958年3月、関東地区でのネット局が日本テレビからラジオ東京テレビ（現・TBSテレビ。以下KRTまたはTBS）に変更された。
大阪の新歌舞伎座や中座などを中心に、新派から松竹新喜劇、座長芝居など幅広いジャンルの舞台を放送した。
期間については不詳だが司会は当時ナショナルのCMに多く出演していた泉大助が務めていた。番組内で泉は、放送作品の内容だけでなく、松下電器に関する情報（インフォマーシャル）も紹介していた。オープニングタイトルの音楽には「明るいナショナル」（作詞 作曲：三木鶏郎）が使用された。このオープニングタイトルの映像は現在、東京都汐留にあるアド・ミュージアム東京の常設展において、三木鶏郎の手掛けたコマーシャルソング「明るいナショナル」の映像資料として公開されている。

### 劇場中継以外の放送枠として
この番組は、たびたび単発テレビドラマや映画などの放送枠としても使われた。
特に10月 - 11月頃になると、芸術祭参加のテレビドラマ作品が放送された。KRTでは『東芝日曜劇場』と併せ、同じ日に複数の芸術祭参加ドラマが放送されることも多かった。中でも、『釜ヶ崎』（朝日放送制作、1961年11月5日放送、作：茂木草介）は大賞を、『子機』（中部日本放送制作、1963年11月10日放送、作：高橋玄洋）は奨励賞を受賞した。

## 録画中継
TBSが初めてVTRを使用したのが、この番組での劇場中継である。KRT時代の1958年6月8日放送分で、浅草松竹演芸場の『デン助の裏町人情』（主演：大宮敏充）であった。
この回で、KRTの所有する中継車が野球中継など前後の番組で使用されるため、劇場中継の生放送が不可能となる事態が生じた。スポンサーの松下電器に放送時間の繰り下げを要求するも断られたため、生放送を断念して録画中継にせざるを得なかった。そこで制作側は、5月28日に到着したばかりで、局内でまだ調整中であった2インチVTRを試験的に使うことを決めた。一時は、VTR調整が先に終わっていた大阪テレビからテープを借りることも考えていた。
収録は6月6日に行われたが、デン助劇団は昼間に日本テレビの劇場中継を行い、さらに夜公演が終了した後でようやく本番組の収録に臨んだ。当時VTRは編集が困難であり、使用することにスタッフが消極的だったため収録では念のため、VTRと同時にブラウン管の映像をフィルムに転写するキネコにも記録された。しかし記録した映像を確認すると、従来のキネコよりもVTRが優れていることが分かり、2日後の放送にこぎつけることができた。